# Copa Mundial de Baloncesto 3x3 de 2023
La Copa Mundial FIBA de Baloncesto 3x3 de 2023 fue un torneo de baloncesto 3x3 que se celebró en la ciudad austriaca de Viena entre el 30 de mayo y el 4 de junio.

## Resultados

### Masculino

#### Fase de grupos
Grupo A
| Pos. | Equipo     | Pts. | PJ | G | E | P | PF | PC | Dif. | Clasificación    |         | Bandera de Serbia | Bandera de Brasil | Bandera de Francia | Bandera de Madagascar | Bandera de Alemania |
| ---- | ---------- | ---- | -- | - | - | - | -- | -- | ---- | ---------------- | ------- | ----------------- | ----------------- | ------------------ | --------------------- | ------------------- |
| 1    | Serbia     | 12   | 4  | 4 | 0 | 0 | 84 | 56 | +28  | Cuartos de final |         |                   | 21 - 17           | 21 - 16            | 21 - 9                | 21 - 14             |
| 2    | Brasil     | 9    | 4  | 3 | 0 | 1 | 73 | 68 | +5   | Octavos de final |         | 17 - 21           |                   | 19 - 16            | 20 - 17               | 17 - 14             |
| 3    | Francia    | 3    | 4  | 1 | 0 | 3 | 66 | 72 | −6   | Octavos de final |         | 16 - 21           | 16 - 19           |                    | 20 - 21               | 14 - 11             |
| 4    | Madagascar | 3    | 4  | 1 | 0 | 3 | 63 | 81 | −18  |                  |         | 9 - 21            | 17 - 20           | 21 - 20            |                       | 16 - 20             |
| 5    | Alemania   | 3    | 4  | 1 | 0 | 3 | 59 | 58 | +1   |                  | 14 - 21 | 14 - 17           | 11 - 14           | 20 - 16            |                       |                     |

 Fuente: FIBA
Criterios de clasificación: 1) Victorias; 2) Resultados entre ellos; 3) Puntos anotados.
Grupo B
| Pos. | Equipo         | Pts. | PJ | G | E | P | PF | PC | Dif. | Clasificación    |         | Bandera de Estados Unidos | Bandera de Letonia | Bandera de Austria | Bandera de Australia | Bandera de Eslovenia |
| ---- | -------------- | ---- | -- | - | - | - | -- | -- | ---- | ---------------- | ------- | ------------------------- | ------------------ | ------------------ | -------------------- | -------------------- |
| 1    | Estados Unidos | 12   | 4  | 4 | 0 | 0 | 84 | 65 | +19  | Cuartos de final |         |                           | 21 - 17            | 21 - 16            | 21 - 18              | 21 - 14              |
| 2    | Letonia        | 9    | 4  | 3 | 0 | 1 | 81 | 59 | +22  | Octavos de final |         | 17 - 21                   |                    | 20 - 18            | 22 - 9               | 22 - 11              |
| 3    | Austria        | 6    | 4  | 2 | 0 | 2 | 72 | 71 | +1   | Octavos de final |         | 16 - 21                   | 18 - 20            |                    | 17 - 15              | 21 - 15              |
| 4    | Australia      | 3    | 4  | 1 | 0 | 3 | 64 | 70 | −6   |                  |         | 18 - 21                   | 9 - 22             | 15 - 17            |                      | 22 - 10              |
| 5    | Eslovenia      | 0    | 4  | 0 | 0 | 4 | 50 | 86 | −36  |                  | 14 - 21 | 11 - 22                   | 15 - 21            | 10 - 22            |                      |                      |

 Fuente: FIBA
Criterios de clasificación: 1) Victorias; 2) Resultados entre ellos; 3) Puntos anotados.
Grupo C
| Pos. | Equipo      | Pts. | PJ | G | E | P | PF | PC | Dif. | Clasificación    |         | Bandera de Polonia | Bandera de Lituania | Bandera de Bélgica | Bandera de Puerto Rico | Bandera de Israel |
| ---- | ----------- | ---- | -- | - | - | - | -- | -- | ---- | ---------------- | ------- | ------------------ | ------------------- | ------------------ | ---------------------- | ----------------- |
| 1    | Polonia     | 6    | 4  | 2 | 0 | 2 | 80 | 78 | +2   | Cuartos de final |         |                    | 22 - 21             | 21 - 15            | 18 - 21                | 19 - 21           |
| 2    | Lituania    | 6    | 4  | 2 | 0 | 2 | 78 | 70 | +8   | Octavos de final |         | 21 - 22            |                     | 22 - 18            | 21 - 15                | 14 - 15           |
| 3    | Bélgica     | 6    | 4  | 2 | 0 | 2 | 75 | 79 | −4   | Octavos de final |         | 15 - 21            | 18 - 22             |                    | 21 - 18                | 21 - 18           |
| 4    | Puerto Rico | 6    | 4  | 2 | 0 | 2 | 74 | 76 | −2   |                  |         | 21 - 18            | 15 - 21             | 18 - 21            |                        | 20 - 16           |
| 5    | Israel      | 6    | 4  | 2 | 0 | 2 | 70 | 74 | −4   |                  | 21 - 19 | 15 - 14            | 18 - 21             | 16 - 20            |                        |                   |

 Fuente: FIBA
Criterios de clasificación: 1) Victorias; 2) Resultados entre ellos; 3) Puntos anotados.
Grupo D
| Pos. | Equipo       | Pts. | PJ | G | E | P | PF | PC | Dif. | Clasificación    |         | Bandera de los Países Bajos | Bandera de Suiza | Bandera de Japón | Bandera de Mongolia | Bandera de Hungría |
| ---- | ------------ | ---- | -- | - | - | - | -- | -- | ---- | ---------------- | ------- | --------------------------- | ---------------- | ---------------- | ------------------- | ------------------ |
| 1    | Países Bajos | 12   | 4  | 4 | 0 | 0 | 85 | 52 | +33  | Cuartos de final |         |                             | 21 - 17          | 21 - 13          | 22 - 12             | 21 - 10            |
| 2    | Suiza        | 9    | 4  | 3 | 0 | 1 | 74 | 71 | +3   | Octavos de final |         | 17 - 21                     |                  | 14 - 13          | 22 - 17             | 21 - 20            |
| 3    | Japón        | 6    | 4  | 2 | 0 | 2 | 69 | 56 | +13  | Octavos de final |         | 13 - 21                     | 13 - 14          |                  | 21 - 8              | 22 - 13            |
| 4    | Mongolia     | 3    | 4  | 1 | 0 | 3 | 58 | 84 | −26  |                  |         | 12 - 22                     | 17 - 22          | 8 - 21           |                     | 21 - 19            |
| 5    | Hungría      | 0    | 4  | 0 | 0 | 4 | 62 | 85 | −23  |                  | 10 - 21 | 20 - 21                     | 13 - 22          | 19 - 21          |                     |                    |

 Fuente: FIBA
Criterios de clasificación: 1) Victorias; 2) Resultados entre ellos; 3) Puntos anotados.

#### Fase final
|  | ocatovs de final | ocatovs de final |         |    | cuartos de final       | cuartos de final       |  |  | semifinales | semifinales |  |  | final | final |
|  |                  |                  |         |    |                        |                        |  |  |             |             |  |  |       |       |
|  |                  |                  |         |    |                        |                        |  |  |             |             |  |  |       |       |
|  |                  |                  |         |    |                        |                        |  |  |             |             |  |  |       |       |
|  |                  |                  |         |    |                        |                        |  |  |             |             |  |  |       |       |
|  |                  |                  |         |    |                        |                        |  |  |             |             |  |  |       |       |
|  |                  |                  |         |    |                        |                        |  |  |             |             |  |  |       |       |
|  | Serbia           | 21               |         |    |                        |                        |  |  |             |             |  |  |       |       |
|  | Serbia           | 21               |         |    |                        |                        |  |  |             |             |  |  |       |       |
|  |                  | Australia        | 18      |    |                        |                        |  |  |             |             |  |  |       |       |
|  | Lituania         | Australia        | 18      | 18 |                        |                        |  |  |             |             |  |  |       |       |
|  | Lituania         |                  |         | 18 |                        |                        |  |  |             |             |  |  |       |       |
|  | Australia        | 22               |         |    |                        |                        |  |  |             |             |  |  |       |       |
|  | Australia        | 22               | Serbia  | 21 |                        |                        |  |  |             |             |  |  |       |       |
|  |                  |                  | Serbia  | 21 |                        |                        |  |  |             |             |  |  |       |       |
|  |                  | Letonia          | 18      |    |                        |                        |  |  |             |             |  |  |       |       |
|  | Letonia          | Letonia          | 18      | 19 |                        |                        |  |  |             |             |  |  |       |       |
|  | Letonia          |                  |         | 19 |                        |                        |  |  |             |             |  |  |       |       |
|  | Bélgica          | 15               |         |    |                        |                        |  |  |             |             |  |  |       |       |
|  | Bélgica          | 15               | Letonia | 19 |                        |                        |  |  |             |             |  |  |       |       |
|  |                  |                  | Letonia | 19 |                        |                        |  |  |             |             |  |  |       |       |
|  |                  | Países Bajos     | 18      |    |                        |                        |  |  |             |             |  |  |       |       |
|  |                  | Países Bajos     | 18      |    |                        |                        |  |  |             |             |  |  |       |       |
|  |                  |                  |         |    |                        |                        |  |  |             |             |  |  |       |       |
|  |                  |                  |         |    |                        |                        |  |  |             |             |  |  |       |       |
|  | Serbia           | 21               |         |    |                        |                        |  |  |             |             |  |  |       |       |
|  | Serbia           | 21               |         |    |                        |                        |  |  |             |             |  |  |       |       |
|  |                  | Estados Unidos   | 19      |    |                        |                        |  |  |             |             |  |  |       |       |
|  |                  | Estados Unidos   | 19      |    |                        |                        |  |  |             |             |  |  |       |       |
|  |                  |                  |         |    |                        |                        |  |  |             |             |  |  |       |       |
|  |                  |                  |         |    |                        |                        |  |  |             |             |  |  |       |       |
|  | Polonia          | 11               |         |    |                        |                        |  |  |             |             |  |  |       |       |
|  | Polonia          | 11               |         |    |                        |                        |  |  |             |             |  |  |       |       |
|  |                  | Brasil           | 12      |    |                        |                        |  |  |             |             |  |  |       |       |
|  | Brasil           | Brasil           | 12      | 20 |                        |                        |  |  |             |             |  |  |       |       |
|  | Brasil           |                  |         | 20 |                        |                        |  |  |             |             |  |  |       |       |
|  | Japón            | 17               |         |    |                        |                        |  |  |             |             |  |  |       |       |
|  | Japón            | 17               | Brasil  | 17 |                        |                        |  |  |             |             |  |  |       |       |
|  |                  |                  | Brasil  | 17 |                        |                        |  |  |             |             |  |  |       |       |
|  |                  | Estados Unidos   | 21      |    | Tercer y cuarto puesto | Tercer y cuarto puesto |  |  |             |             |  |  |       |       |
|  | Suiza            | Estados Unidos   | 21      | 18 | Tercer y cuarto puesto | Tercer y cuarto puesto |  |  |             |             |  |  |       |       |
|  | Suiza            |                  |         | 18 |                        |                        |  |  |             |             |  |  |       |       |
|  | Francia          | 19               |         |    |                        |                        |  |  |             |             |  |  |       |       |
|  | Francia          | 19               | Francia | 19 | Letonia                | 22                     |  |  |             |             |  |  |       |       |
|  |                  |                  | Francia | 19 | Letonia                | 22                     |  |  |             |             |  |  |       |       |
|  |                  | Estados Unidos   | 21      |    | Brasil                 | 12                     |  |  |             |             |  |  |       |       |
|  |                  | Estados Unidos   | 21      |    | Brasil                 | 12                     |  |  |             |             |  |  |       |       |
|  |                  |                  |         |    |                        |                        |  |  |             |             |  |  |       |       |
|  |                  |                  |         |    |                        |                        |  |  |             |             |  |  |       |       |
|  |                  |                  |         |    |                        |                        |  |  |             |             |  |  |       |       |

#### Clasificación final
| Posición          | Equipo         | V.-d. |
| ----------------- | -------------- | ----- |
| Medalla de oro    | Serbia         | 7-0   |
| Medalla de plata  | Estados Unidos | 6-1   |
| Medalla de bronce | Letonia        | 6-2   |
| 4                 | Brasil         | 5-3   |
| 5                 | Países Bajos   | 4-1   |
| 6                 | Austria        | 3-3   |
| 7                 | Polonia        | 2-3   |
| 8                 | Francia        | 2-4   |
| 9                 | Suiza          | 3-2   |
| 10                | Lituania       | 2-3   |
| 11                | Bélgica        | 2-3   |
| 12                | Japón          | 2-3   |
| 13                | Puerto Rico    | 2-2   |
| 14                | Israel         | 2-2   |
| 15                | Australia      | 1-3   |
| 16                | Madagascar     | 1-3   |
| 17                | Alemania       | 1-3   |
| 18                | Mongolia       | 1-3   |
| 19                | Hungría        | 0-4   |
| 20                | Eslovenia      | 0-4   |

### Femenino

#### Fase de grupos
Grupo A
| Pos. | Equipo       | Pts. | PJ | G | E | P | PF | PC | Dif. | Clasificación    |         | Bandera de Austria | Bandera de Francia | Bandera de España | Bandera de Brasil | Bandera de los Países Bajos |
| ---- | ------------ | ---- | -- | - | - | - | -- | -- | ---- | ---------------- | ------- | ------------------ | ------------------ | ----------------- | ----------------- | --------------------------- |
| 1    | Austria      | 9    | 4  | 3 | 0 | 1 | 65 | 58 | +7   | Cuartos de final |         |                    | 13 - 10            | 12 - 18           | 19 - 18           | 21 - 12                     |
| 2    | Francia      | 9    | 4  | 3 | 0 | 1 | 64 | 43 | +21  | Octavos de final |         | 10 - 13            |                    | 14 - 8            | 19 - 14           | 21 - 8                      |
| 3    | España       | 6    | 4  | 2 | 0 | 2 | 60 | 69 | −9   | Octavos de final |         | 18 - 12            | 8 - 14             |                   | 21 - 14           | 13 - 19                     |
| 4    | Brasil       | 3    | 4  | 1 | 0 | 3 | 66 | 78 | −12  |                  |         | 18 - 19            | 14 - 19            | 14 - 21           |                   | 20 - 19                     |
| 5    | Países Bajos | 3    | 4  | 1 | 0 | 3 | 58 | 75 | −17  |                  | 12 - 21 | 8 - 21             | 19 - 13            | 19 - 20           |                   |                             |

 Fuente: FIBA
Criterios de clasificación: 1) Victorias; 2) Resultados entre ellos; 3) Puntos anotados.
Grupo B
| Pos. | Equipo    | Pts. | PJ | G | E | P | PF | PC | Dif. | Clasificación    |         | Bandera de Australia | Bandera de Alemania | Bandera de Japón | Bandera de Egipto | Bandera de Polonia |
| ---- | --------- | ---- | -- | - | - | - | -- | -- | ---- | ---------------- | ------- | -------------------- | ------------------- | ---------------- | ----------------- | ------------------ |
| 1    | Australia | 9    | 4  | 3 | 0 | 1 | 84 | 57 | +27  | Cuartos de final |         |                      | 19 - 21             | 22 - 11          | 22 - 11           | 21 - 14            |
| 2    | Alemania  | 9    | 4  | 3 | 0 | 1 | 80 | 67 | +13  | Octavos de final |         | 21 - 19              |                     | 20 - 21          | 21 - 16           | 18 - 11            |
| 3    | Japón     | 9    | 4  | 3 | 0 | 1 | 74 | 71 | +3   | Octavos de final |         | 11 - 22              | 21 - 20             |                  | 21 - 18           | 21 - 11            |
| 4    | Egipto    | 3    | 4  | 1 | 0 | 3 | 67 | 82 | −15  |                  |         | 11 - 22              | 16 - 21             | 18 - 21          |                   | 21 - 18            |
| 5    | Polonia   | 0    | 4  | 0 | 0 | 4 | 54 | 81 | −27  |                  | 14 - 21 | 11 - 18              | 11 - 21             | 18 - 21          |                   |                    |

 Fuente: FIBA
Criterios de clasificación: 1) Victorias; 2) Resultados entre ellos; 3) Puntos anotados.
Grupo C
| Pos. | Equipo          | Pts. | PJ | G | E | P | PF | PC | Dif. | Clasificación    |        | Bandera de Canadá | Bandera de Estados Unidos | Bandera de República Checa | Bandera de Hungría | Bandera de Mongolia |
| ---- | --------------- | ---- | -- | - | - | - | -- | -- | ---- | ---------------- | ------ | ----------------- | ------------------------- | -------------------------- | ------------------ | ------------------- |
| 1    | Canadá          | 9    | 4  | 3 | 0 | 1 | 76 | 53 | +23  | Cuartos de final |        |                   | 16 - 13                   | 18 - 20                    | 21 - 11            | 21 - 9              |
| 2    | Estados Unidos  | 9    | 4  | 3 | 0 | 1 | 75 | 52 | +23  | Octavos de final |        | 13 - 16           |                           | 21 - 8                     | 20 - 10            | 21 - 18             |
| 3    | República Checa | 9    | 4  | 3 | 0 | 1 | 66 | 63 | +3   | Octavos de final |        | 20 - 18           | 8 - 21                    |                            | 17 - 14            | 21 - 10             |
| 4    | Hungría         | 3    | 4  | 1 | 0 | 3 | 56 | 77 | −21  |                  |        | 11 - 21           | 10 - 20                   | 14 - 17                    |                    | 21 - 19             |
| 5    | Mongolia        | 0    | 4  | 0 | 0 | 4 | 56 | 84 | −28  |                  | 9 - 21 | 18 - 21           | 10 - 21                   | 19 - 21                    |                    |                     |

 Fuente: FIBA
Criterios de clasificación: 1) Victorias; 2) Resultados entre ellos; 3) Puntos anotados.
Grupo D
| Pos. | Equipo   | Pts. | PJ | G | E | P | PF | PC | Dif. | Clasificación    |        | Bandera de la República Popular China | Bandera de Israel | Bandera de Italia | Bandera de Lituania | Bandera de Rumania |
| ---- | -------- | ---- | -- | - | - | - | -- | -- | ---- | ---------------- | ------ | ------------------------------------- | ----------------- | ----------------- | ------------------- | ------------------ |
| 1    | China    | 12   | 4  | 4 | 0 | 0 | 80 | 35 | +45  | Cuartos de final |        |                                       | 21 - 4            | 21 - 18           | 17 - 7              | 21 - 7             |
| 2    | Israel   | 9    | 4  | 3 | 0 | 1 | 61 | 65 | −4   | Octavos de final |        | 4 - 21                                |                   | 21 - 18           | 15 - 14             | 21 - 12            |
| 3    | Italia   | 6    | 4  | 2 | 0 | 2 | 77 | 78 | −1   | Octavos de final |        | 18 - 21                               | 18 - 21           |                   | 22 - 21             | 20 - 15            |
| 4    | Lituania | 3    | 4  | 1 | 0 | 3 | 59 | 67 | −8   |                  |        | 7 - 17                                | 14 - 15           | 21 - 22           |                     | 17 - 13            |
| 5    | Rumania  | 0    | 4  | 0 | 0 | 4 | 47 | 79 | −32  |                  | 7 - 21 | 12 - 21                               | 15 - 20           | 13 - 17           |                     |                    |

 Fuente: FIBA
Criterios de clasificación: 1) Victorias; 2) Resultados entre ellos; 3) Puntos anotados.

#### Fase final
|  | ocatovs de final | ocatovs de final |                |    | cuartos de final       | cuartos de final       |  |  | semifinales | semifinales |  |  | final | final |
|  |                  |                  |                |    |                        |                        |  |  |             |             |  |  |       |       |
|  |                  |                  |                |    |                        |                        |  |  |             |             |  |  |       |       |
|  |                  |                  |                |    |                        |                        |  |  |             |             |  |  |       |       |
|  |                  |                  |                |    |                        |                        |  |  |             |             |  |  |       |       |
|  |                  |                  |                |    |                        |                        |  |  |             |             |  |  |       |       |
|  |                  |                  |                |    |                        |                        |  |  |             |             |  |  |       |       |
|  | Austria          | 17               |                |    |                        |                        |  |  |             |             |  |  |       |       |
|  | Austria          | 17               |                |    |                        |                        |  |  |             |             |  |  |       |       |
|  |                  | Estados Unidos   | 21             |    |                        |                        |  |  |             |             |  |  |       |       |
|  | Estados Unidos   | Estados Unidos   | 21             | 22 |                        |                        |  |  |             |             |  |  |       |       |
|  | Estados Unidos   |                  |                | 22 |                        |                        |  |  |             |             |  |  |       |       |
|  | Japón            | 17               |                |    |                        |                        |  |  |             |             |  |  |       |       |
|  | Japón            | 17               | Estados Unidos | 20 |                        |                        |  |  |             |             |  |  |       |       |
|  |                  |                  | Estados Unidos | 20 |                        |                        |  |  |             |             |  |  |       |       |
|  |                  | China            | 12             |    |                        |                        |  |  |             |             |  |  |       |       |
|  | Alemania         | China            | 12             | 19 |                        |                        |  |  |             |             |  |  |       |       |
|  | Alemania         |                  |                | 19 |                        |                        |  |  |             |             |  |  |       |       |
|  | República Checa  | 16               |                |    |                        |                        |  |  |             |             |  |  |       |       |
|  | República Checa  | 16               | Alemania       | 14 |                        |                        |  |  |             |             |  |  |       |       |
|  |                  |                  | Alemania       | 14 |                        |                        |  |  |             |             |  |  |       |       |
|  |                  | China            | 17             |    |                        |                        |  |  |             |             |  |  |       |       |
|  |                  | China            | 17             |    |                        |                        |  |  |             |             |  |  |       |       |
|  |                  |                  |                |    |                        |                        |  |  |             |             |  |  |       |       |
|  |                  |                  |                |    |                        |                        |  |  |             |             |  |  |       |       |
|  | Estados Unidos   | 16               |                |    |                        |                        |  |  |             |             |  |  |       |       |
|  | Estados Unidos   | 16               |                |    |                        |                        |  |  |             |             |  |  |       |       |
|  |                  | Francia          | 12             |    |                        |                        |  |  |             |             |  |  |       |       |
|  |                  | Francia          | 12             |    |                        |                        |  |  |             |             |  |  |       |       |
|  |                  |                  |                |    |                        |                        |  |  |             |             |  |  |       |       |
|  |                  |                  |                |    |                        |                        |  |  |             |             |  |  |       |       |
|  | Canadá           | 13               |                |    |                        |                        |  |  |             |             |  |  |       |       |
|  | Canadá           | 13               |                |    |                        |                        |  |  |             |             |  |  |       |       |
|  |                  | Francia          | 14             |    |                        |                        |  |  |             |             |  |  |       |       |
|  | Francia          | Francia          | 14             | 17 |                        |                        |  |  |             |             |  |  |       |       |
|  | Francia          |                  |                | 17 |                        |                        |  |  |             |             |  |  |       |       |
|  | Italia           | 11               |                |    |                        |                        |  |  |             |             |  |  |       |       |
|  | Italia           | 11               | Francia        | 21 |                        |                        |  |  |             |             |  |  |       |       |
|  |                  |                  | Francia        | 21 |                        |                        |  |  |             |             |  |  |       |       |
|  |                  | Australia        | 17             |    | Tercer y cuarto puesto | Tercer y cuarto puesto |  |  |             |             |  |  |       |       |
|  | Israel           | Australia        | 17             | 11 | Tercer y cuarto puesto | Tercer y cuarto puesto |  |  |             |             |  |  |       |       |
|  | Israel           |                  |                | 11 |                        |                        |  |  |             |             |  |  |       |       |
|  | España           | 21               |                |    |                        |                        |  |  |             |             |  |  |       |       |
|  | España           | 21               | España         | 10 | China                  | 20                     |  |  |             |             |  |  |       |       |
|  |                  |                  | España         | 10 | China                  | 20                     |  |  |             |             |  |  |       |       |
|  |                  | Australia        | 21             |    | Australia              | 21                     |  |  |             |             |  |  |       |       |
|  |                  | Australia        | 21             |    | Australia              | 21                     |  |  |             |             |  |  |       |       |
|  |                  |                  |                |    |                        |                        |  |  |             |             |  |  |       |       |
|  |                  |                  |                |    |                        |                        |  |  |             |             |  |  |       |       |
|  |                  |                  |                |    |                        |                        |  |  |             |             |  |  |       |       |

#### Clasificación final
| Posición          | Equipo          | V.-d. |
| ----------------- | --------------- | ----- |
| Medalla de oro    | Estados Unidos  | 7-1   |
| Medalla de plata  | Francia         | 6-2   |
| Medalla de bronce | Australia       | 5-2   |
| 4                 | China           | 5-2   |
| 5                 | Alemania        | 4-2   |
| 6                 | Canadá          | 3-2   |
| 7                 | Austria         | 3-2   |
| 8                 | España          | 3-3   |
| 9                 | Japón           | 3-2   |
| 10                | República Checa | 3-2   |
| 11                | Israel          | 3-2   |
| 12                | Italia          | 2-3   |
| 13                | Egipto          | 1-3   |
| 14                | Brasil          | 1-3   |
| 15                | Lituania        | 1-3   |
| 16                | Países Bajos    | 1-3   |
| 17                | Hungría         | 1-3   |
| 18                | Mongolia        | 0-4   |
| 19                | Polonia         | 0-4   |
| 20                | Rumania         | 0-4   |

## Medallero
| Evento    | Oro                                                                       | Plata                                                                       | Bronce                                                             |
| --------- | ------------------------------------------------------------------------- | --------------------------------------------------------------------------- | ------------------------------------------------------------------ |
| Masculino | Serbia Marko Branković Dejan Majstorović Strahinja Stojačić Mihailo Vasić | Estados Unidos Canyon Barry Jimmer Fredette Kareem Maddox Dylan Travis      | Letonia Francis Lācis Kārlis Lasmanis Nauris Miezis Agnis Čavars   |
| Femenino  | Estados Unidos Cameron Brink Cierra Burdick Linnae Harper Hailey Van Lith | Francia Myriam Djekoundade Laëtitia Guapo Hortense Limouzin Marie-Ève Paget | Australia Anneli Maley Lauren Mansfield Alex Wilson Marena Whittle |